# Chadwick Tromp
Chadwick Chandler Tromp (21 de marzo de 1995) es un beisbolista arubano que juega como receptor para los Gigantes de San Francisco.
Firmó con los Rojos de Cincinnati como agente libre internacional y fue asignado a su equipo de la Liga de Arizona. Jugó en 2015 con los Dragones de Dayton de clase A y en 2016 con las Tortugas de Daytona.
En 2018 fue subido a los Bats de Louisville de Triple A. Eligió la agencia libre el 4 de noviembre de 2019. El 6 de enero de 2020 firmó un contrato de ligas menores con los Gigantes y fue subido a las Grandes Ligas por primera vez el 28 de julio.
Jugó con la selección de Países Bajos en el Campeonato de Europa de 2016, el Clásico Mundial de 2017 y el II. Premier 12 en 2019.